# Samtgemeinde Herzlake
De samtgemeinde Herzlake is een samenwerkingsverband van drie gemeenten in het Landkreis Emsland in de Duitse deelstaat Nedersaksen.

## Geografie
De Samtgemeinde Herzlake ligt in het oostelijk deel van het district Emsland. In de Samtgemeinde ligt ook een deel van het ( niet zeer diepe) Hasedal, waarvan sommige delen natuurreservaat zijn.
Herzlake ligt iets ten noordwesten van de Ankumer Höhe (die deel uitmaakt van het Natur- und Geopark TERRA.vita, zie onder Teutoburger Woud) aan de rivier de Hase, tussen Haselünne en Löningen.

### Buurgemeenten
Buurgemeenten zijn: Haselünne, Samtgemeinde Sögel, Samtgemeinde Werlte en Samtgemeinde Lengerich. In het oosten grenst de gemeente aan de districten Cloppenburg en Osnabrück.

## Indeling van de gemeente
De Samtgemeinde Herzlake bestaat uit:
(tussen haakjes het aantal inwoners per 31 december 2018; totaal inwonertal van de gehele Samtgemeinde: 10.368)
|  | 1. Dohren (Emsland) (1.117) 2. Herzlake (4.485) 3. Lähden (4.766) |

### Dohren

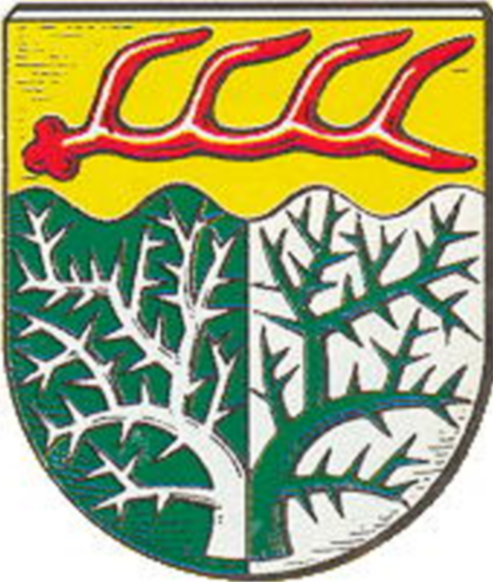
Wapen van Dohren (Emsland)

Dohren bestaat uit het agrarische dorp van die naam en enige weinig belangrijke gehuchten eromheen.

### Indeling gemeenteHerzlake

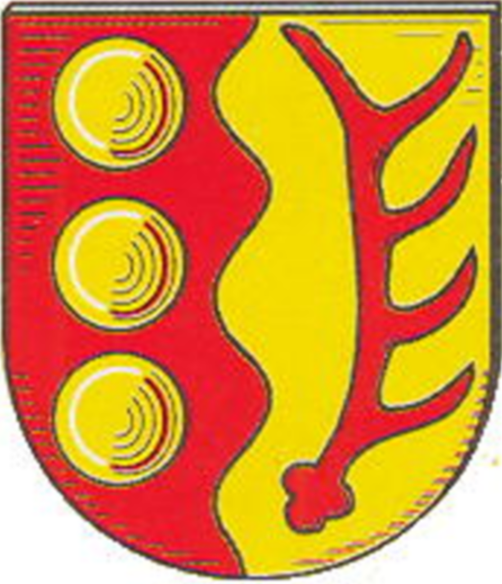
Wapen van de gemeente Herzlake

|  | 1. Bookhof 2. Felsen 3. Herzlake 4. Neuenlande 5. Westrum |

### Indeling gemeente Lähden

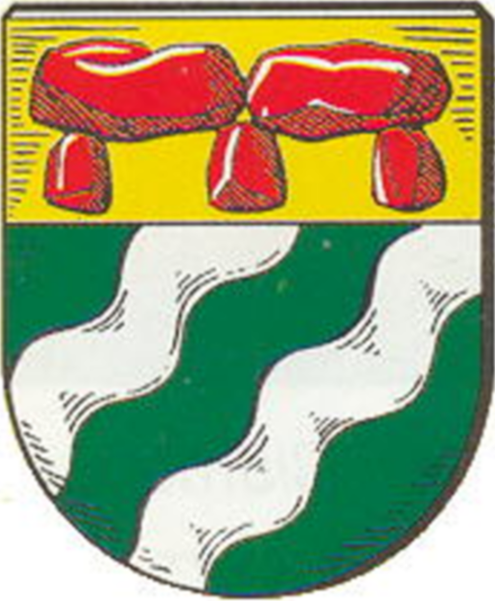
Wapen van de gemeente Lähden

|  | 1. Ahmsen 2. Herßum 3. Holte-Lastrup 4. Lähden 5. Vinnen |

## Verkeer en vervoer
Door de gemeente lopen diverse waterlopen, die echter geen van alle voor de scheepvaart bruikbaar zijn. Daaronder is het Hahnenmoorkanaal (zie hieronder: Geschiedenis). Ruim een kilometer ten westen van het dorp Herzlake mondt de 31 km lange, in de heuvels van de Hümmling ontspringende beek Südradde in de rivier de Hase uit. De Südradde is voornamelijk van belang, omdat langs haar oevers veel zeldzame en beschermde  vogelsoorten voorkomen. 
De gemeente wordt ontsloten door de Bundesstraße 213 van Haselünne naar Löningen.
De bereikbaarheid van de gemeente voor openbaar-vervoerreizigers is matig. Er rijdt een streekbus naar Haselünne; wie per trein verder wil reizen, moet daar overstappen op de streekbus naar Meppen, waar zich het dichtstbijzijnde station bevindt, waar reizigerstreinen stoppen.

## Economie
De landbouw is nog steeds de belangrijkste pijler van de economie in deze Samtgemeinde.
Ten behoeve van midden- en kleinbedrijf zijn er bij de grootste dorpen bedrijfsterreinen aangelegd. Er is, vooral vanwege het natuurschoon in de omgeving, ook een toenemend toerisme.

## Geschiedenis
Het oudste dorp in de huidige Samtgemeinde is Westrum. Dat komt in 947 voor het eerst in een document voor.  In  990 komt Herzlake, dat voordien al lange tijd een kleine nederzetting bij een brug over de Hase was, voor het eerst in een document voor. Het dorp lag aan een belangrijke langeafstandsweg tussen Bremen en Antwerpen. De Reformatie in de 16e eeuw had slechts een tijdelijk effect op de kerkelijke gezindte, daar de landheer de bisschop van Osnabrück was, die de Contrareformatie in de 17e eeuw doorvoerde; de meerderheid van de christenen in de gemeente is sindsdien weer rooms-katholiek.
In 1783 werd, deels binnen de gemeentegrenzen, het Hahnenmoorkanaal gegraven, ter afwatering van in de binnendelta van de Hase gelegen, tot dan toe door overstromingen bedreigd gebied, met name in de Samtgemeinde Artland. Het Hahnenmoorkanaal is alleen bevaarbaar voor kano's e.d..
Alle dorpen in deze Samtgemeinde hadden  in de duizend jaar tot 1970 een overwegend agrarisch karakter en hadden slechts een gering historisch belang.  Alleen van de Dertigjarige Oorlog (1618-1648) hadden de dorpen te lijden. In de eeuwen daarna was er, o.a. door vaak slechte oogsten en lage productprijzen, regelmatig sprake van grote armoede. 
Een economische boost van enige betekenis ontstond, toen Herzlake in 1902 een spoorverbinding naar o.a. Haselünne kreeg. In 1970 bleek de lijn echter te onrendabel voor verder reizigersverkeer en werd gesloten.
In het gebied van de Samtgemeinde ontstond in 1963 de gemeente Dohren uit de gemeenten Klein Dohren en Groß Dohren. Één jaar later werden de gemeenten Holte en Lastrup gefuseerd tot de gemeente Holte-Lastrup en werden de gemeenten Herzlake en Backerde verenigd tot de nieuwe gemeente Herzlake. In 1971 vond opnieuw een gemeentelijke herindeling plaats en werden de gemeenten Ahmsen, Herßum, Holte-Lastrup, Vinnen en Lähden op vrijwillige basis opgeheven en gingen verder in de nieuwe gemeente Lähden.
Door de bestuurshervorming in het voormalige district Meppen die inging vanaf 1 maart 1974, ontstond de Samtgemeinde Herzlake uit de gemeenten Dohren, Herzlake, Lähden, en uit de wat later opgeheven gemeenten Bookhof, Felsen, Neuenlande en Westrum. De laatst genoemde gemeenten werden toegevoegd aan het grondgebied van Herzlake.

## Bezienswaardigheden en evenementen
- Herzlake en Holte-Lastrup hebben beide een bezienswaardige, van een 18e-eeuws barok interieur voorziene, rooms-katholieke dorpskerk. Die te Herzlake is gewijd aan St. Nicolaas en dateert reeds uit de vroege 14e eeuw. Die te Holte-Lastrup is gewijd aan St. Clemens en dateert uit de vroege 16e eeuw.
- Te Herzlake is een station van de museumspoorlijn van de Eisenbahnfreunde Hasetal e.V. (zie weblink), een vereniging die iedere zomer toeristische ritten met historische treinen organiseert.
- Windmolen Aselage (1809; in 1967 gerestaureerd)
- In Lähden liggen de volgende megalithische monumenten:
  - Großsteingrab Lähden I (Sprockhoff-Nr. 866)
  - Großsteingrab im großen Sande (Sprockhoff-Nr. 867).
- Het Hahnenmoor ten oosten van de dorpen Herzlake en Dohren is een in 1977 ingericht hoogveenreservaat. Dit natuurreservaat is 620 ha groot. Tot 1988 vond nog grootscheepse turfwinning plaats. Dit gebied moet door vernatting en andere natuurherstelmaatregelen vanaf de 22e eeuw weer een echt hoogveen gaan worden.  Ook elders in de gemeente kan men tijdens fietstochtjes langs uitgezette routes het nodige natuurschoon vinden.
- Het dorp Ahmsen heeft een groot openluchttheater, waar doorgaans jaarlijks een passiespel opgevoerd wordt, en in de zomer ook een aantal toneelvoorstellingen voor kinderen. Dit openluchttheater trekt bezoekers aan uit geheel Nedersaksen.
- Dohren heeft een motorsportclub, MSC Dohren, die jaarlijks in een weekend medio oktober, op haar 235 m lang, cirkelrond speedway-parcours, een internationale, door kunstlicht beschenen, wedstrijd in deze tak van motorsport organiseert.

## Galerij

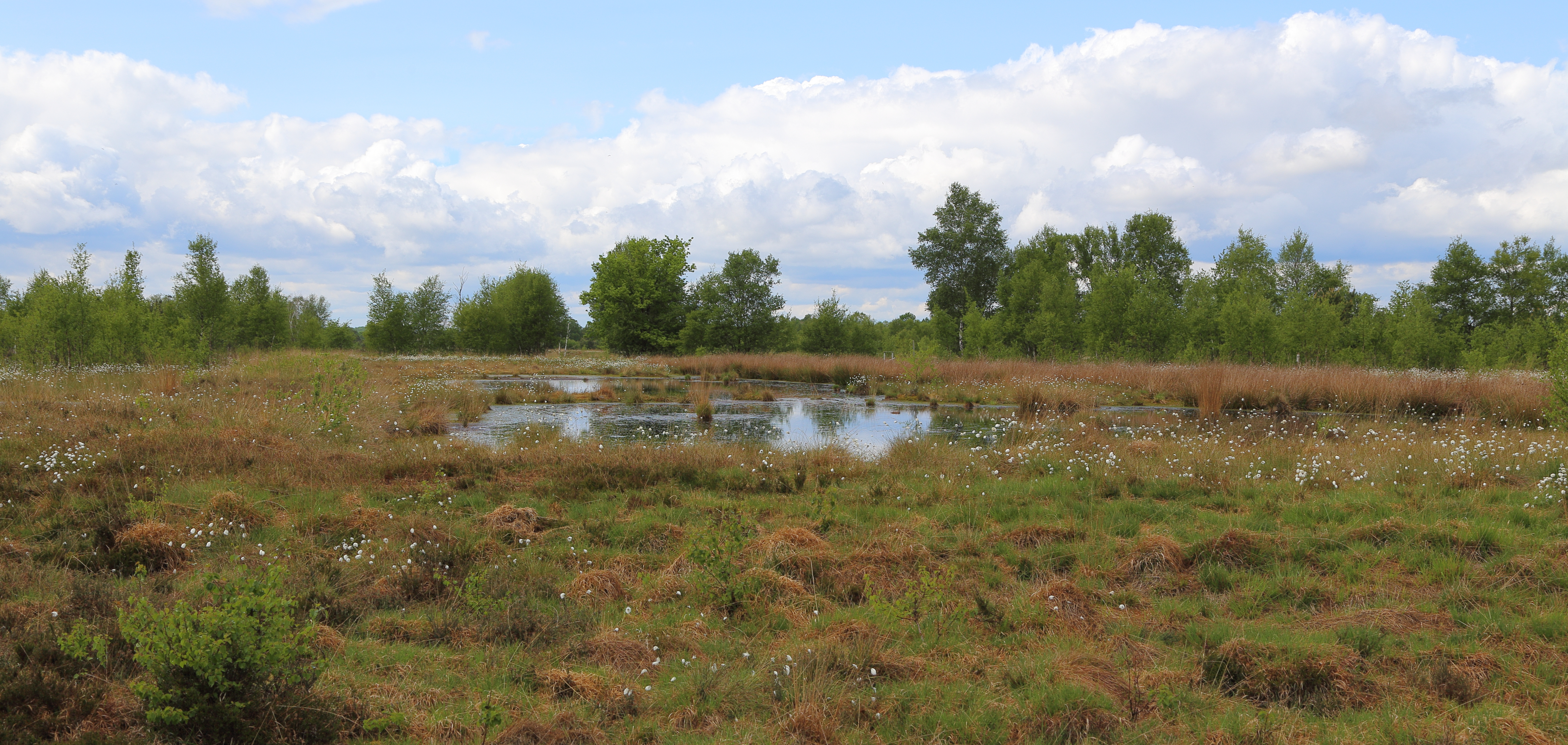
In het hoogveenreservaat Hahnenmoor
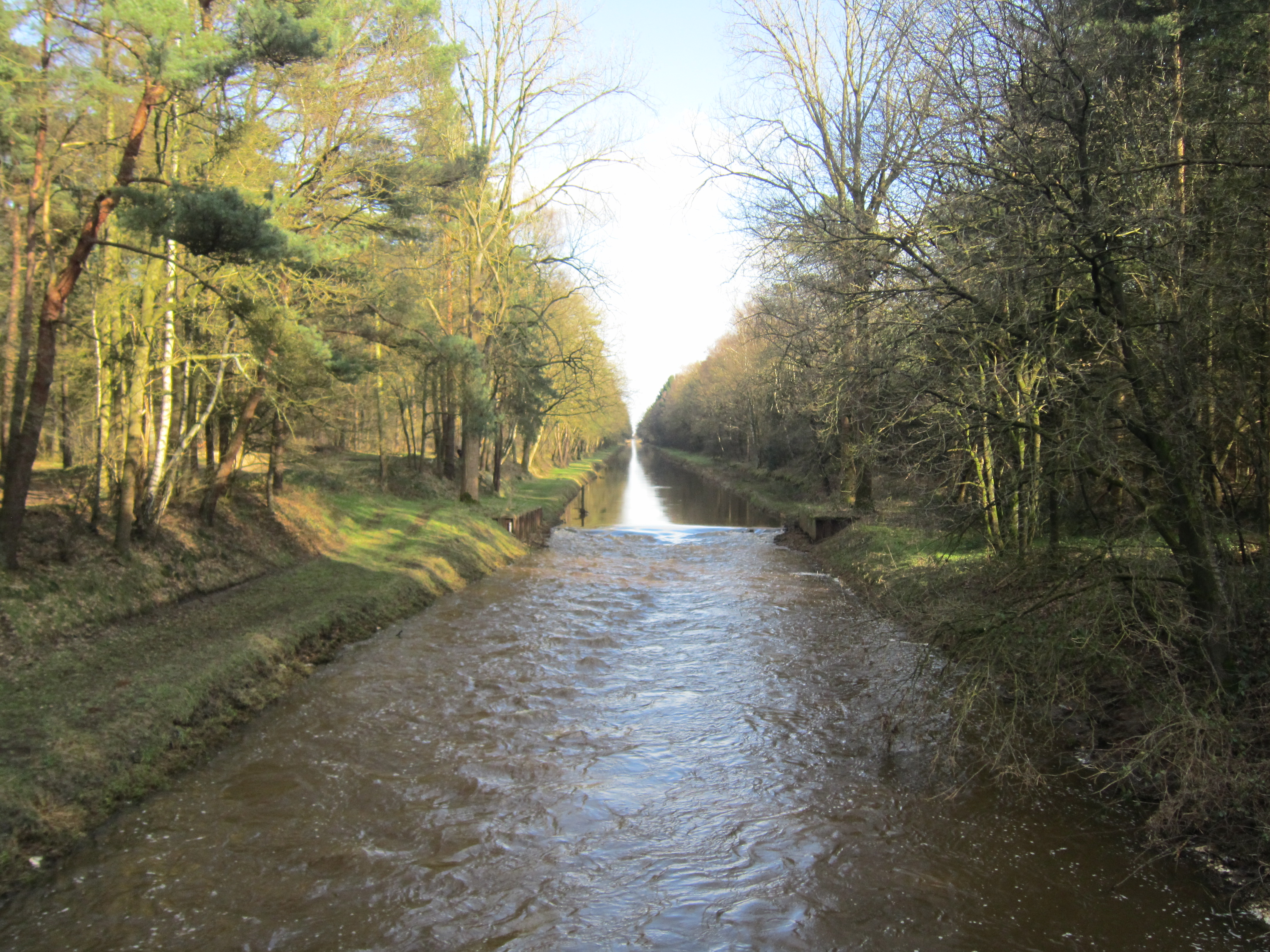
Hahnenmoorkanaal bij Aselage
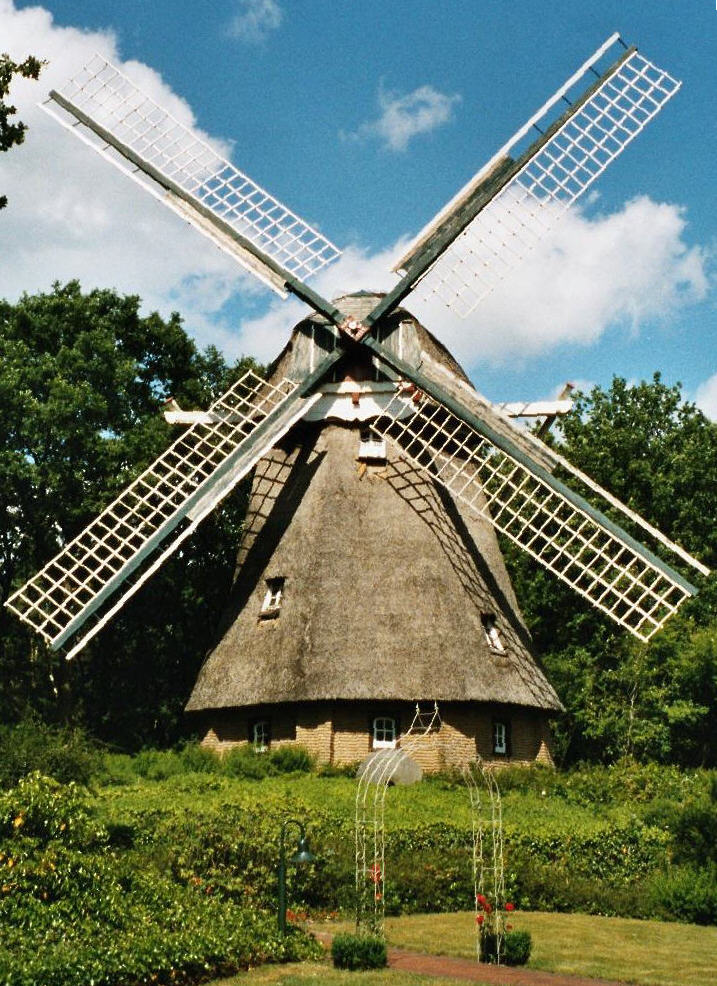
Windmolen Aselage, naast het gelijknamige hotel
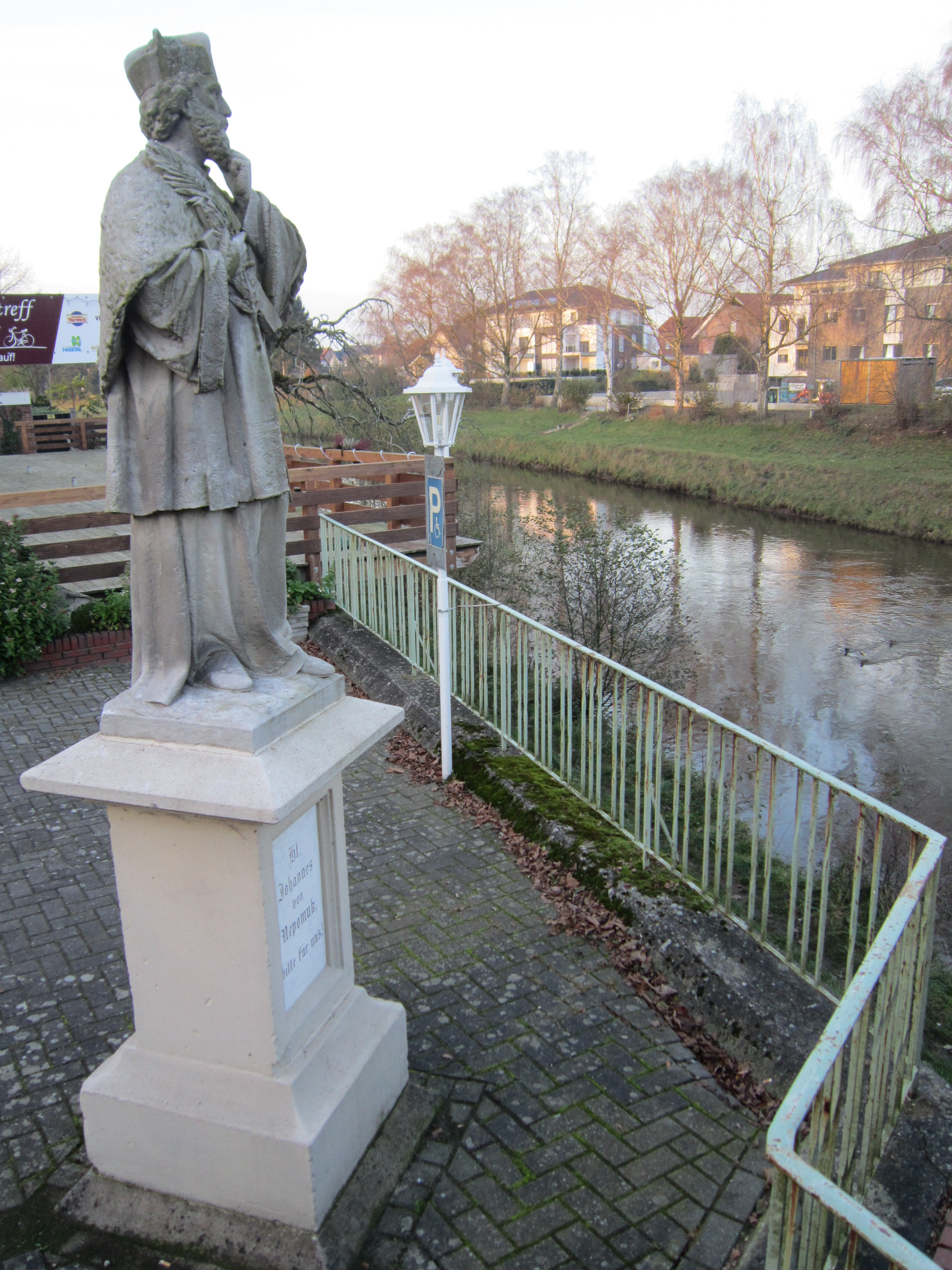
De Hase vanaf de fiets- en voetgangersbrug in Herzlake; op de brug een beeld van St. Johannes Nepomuk

## Belangrijke personen in relatie tot de gemeente
- Oleksandr Romanovych Onishchenko, Oekraïens: Олександр Романович Онищенко, (*1969 te Matvejev Koergan, Oblast Rostov, Rusland),  Oekraïens miljardair en mecenas op het gebied van de paardensport, heeft vanf plm. 2013 enige tijd op een 89 ha groot landgoed met stoeterij te Dinklage gewoond.[1]

## Partnergemeente
- Orneta, (Polen), sinds 2006